# 香海正覺蓮社
香海正覺蓮社是香港正式註冊佛教慈善團體，由香港佛教領袖覺光長老創建，成立於1945年，現有社員近三千五百多人。社址位於港島跑馬地區。址内設有佛堂、辦公室、會議廳。

蓮社社務發展以弘揚佛法，福利社群為主旨。弘法方面蓮社年中定期舉行多項佛事法會，領眾同修，如每月初一、十五日禮拜大悲寶懺、周六念佛會，彌陀佛七，觀音佛七，諸佛菩薩聖誕祝儀、禮供三寶諸天等。

利生工作包括了安老、教育、慈濟、推廣佛教文化等事功。蓮社主辦了四間安老院，兩間長者中心，一社區照顧服務隊。社屬學校十一間，其中有中學三間，小學四間，特殊教育學校一間、幼稚園三間。慈善濟助委員會及慈善基金會進行濟助弱勢社群事宜。

## 社屬機構及團體

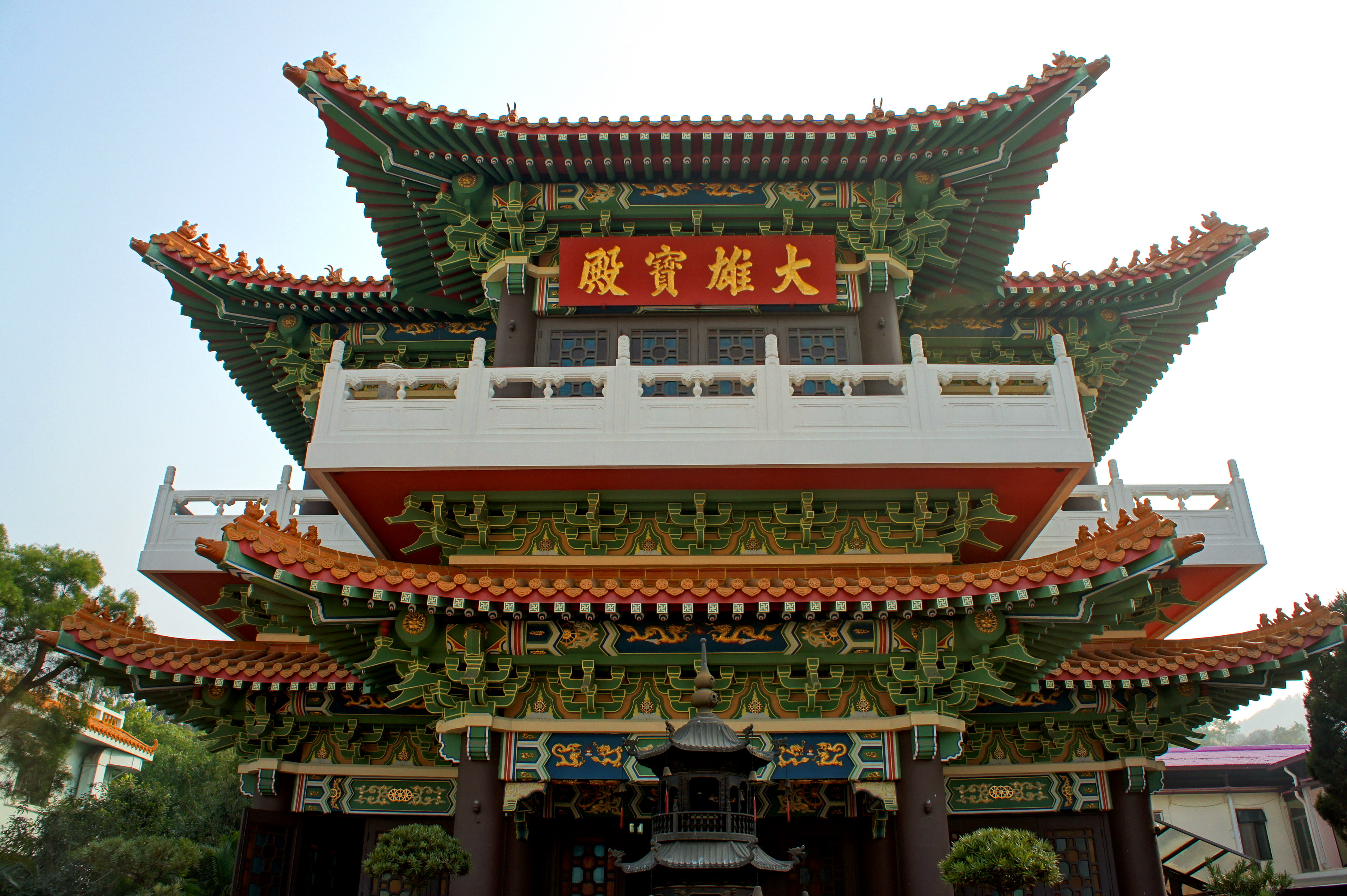
香港觀宗寺大雄寶殿

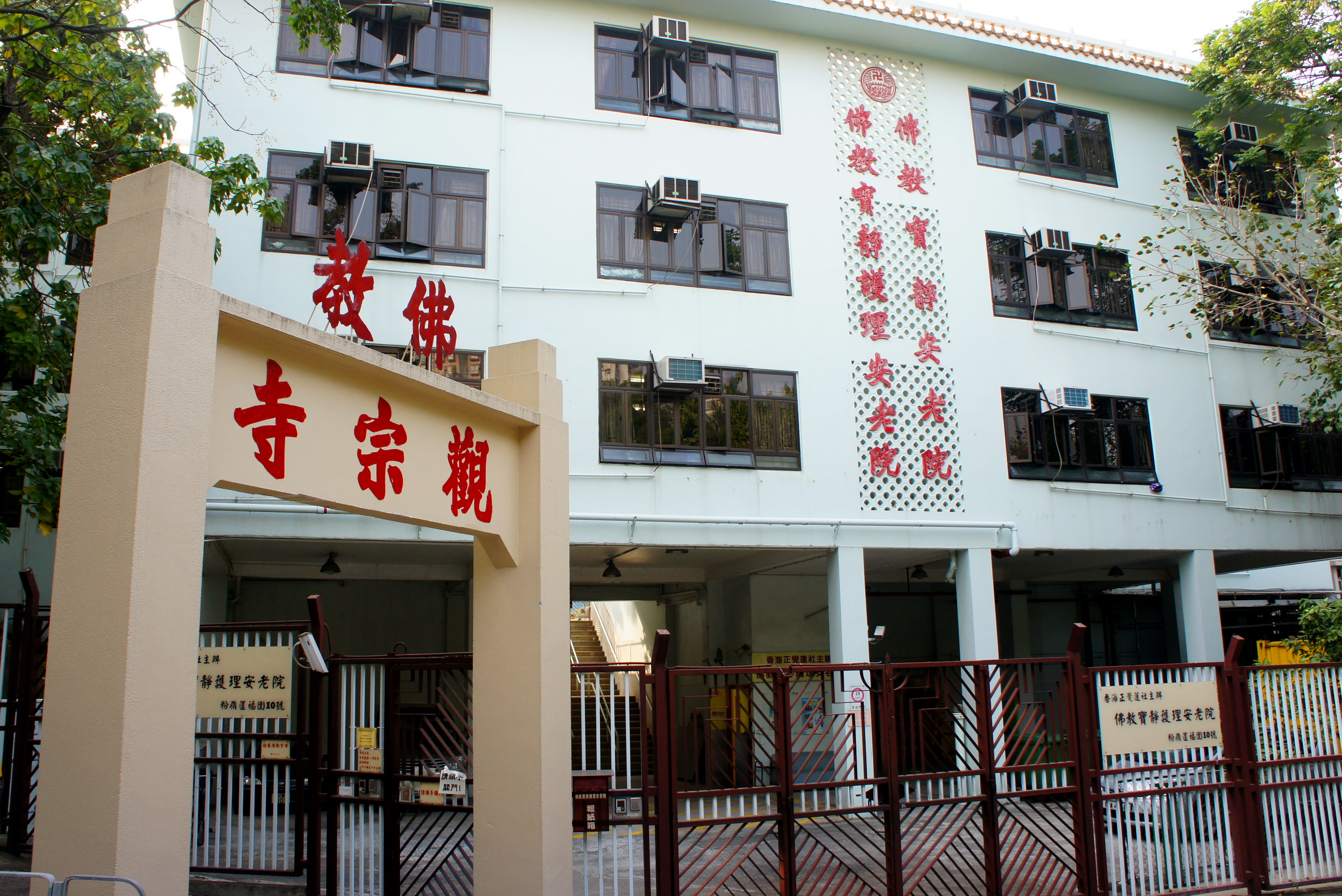
佛教寶靜護理安老院

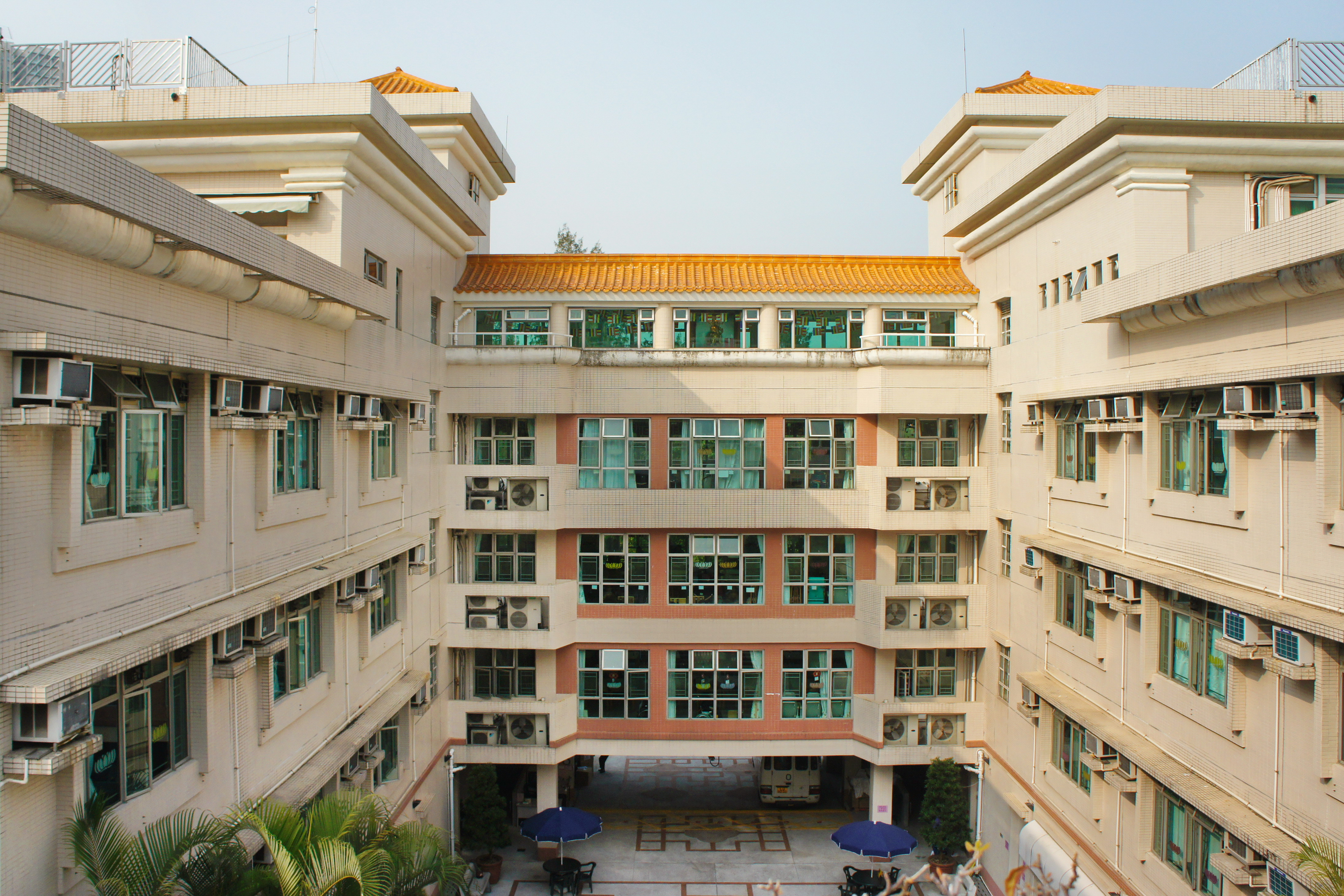
從觀宗寺後方向北望佛教寶靜安老院

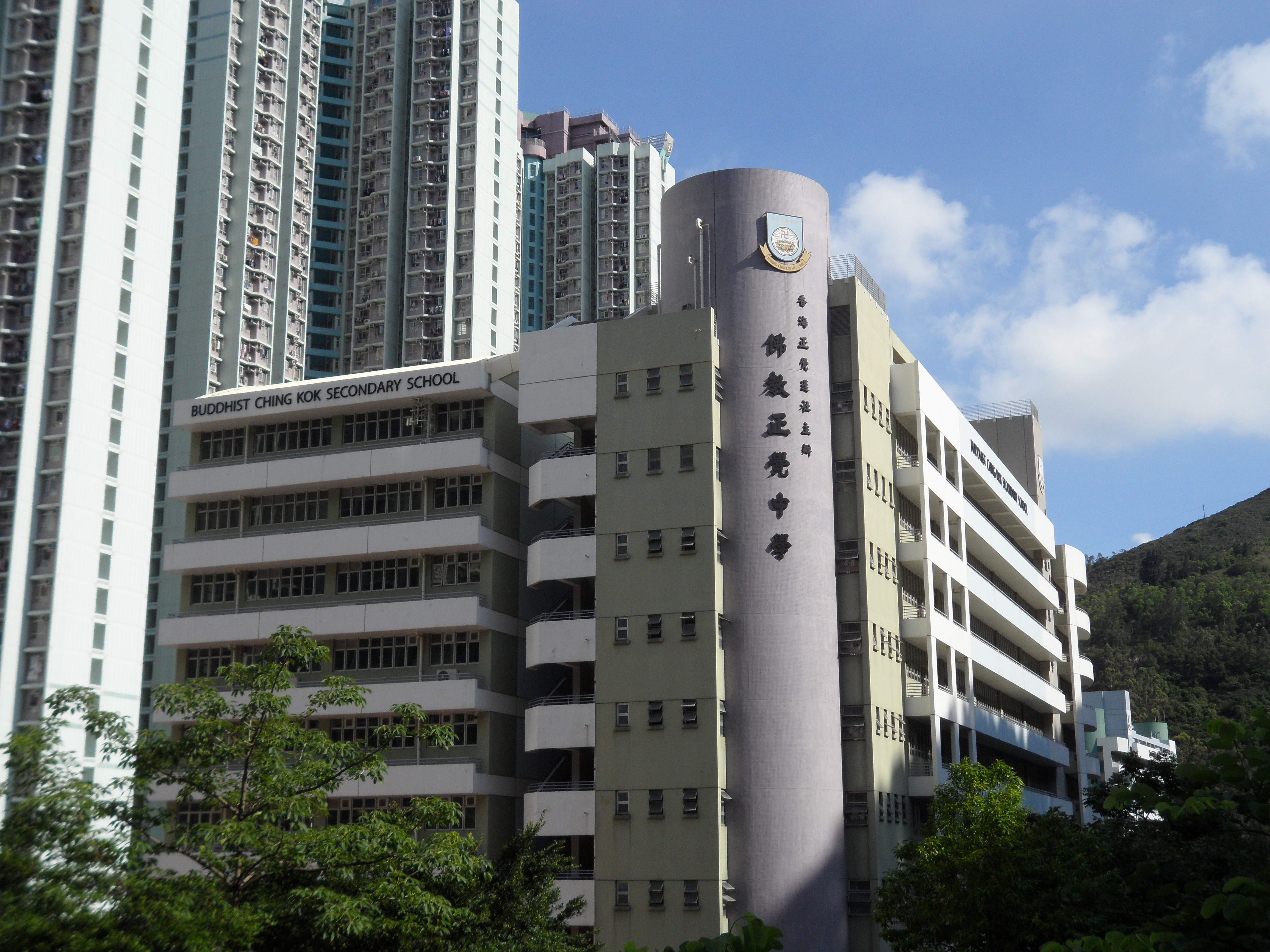
香海正覺蓮社佛教正覺中學

### 弘法事務委員會
- 香港觀宗寺
- 佛教正覺青少年團

### 安老服務委員會
- 佛教寶靜安老院
- 佛教寶靜護理安老院
- 佛教李嘉誠護理安老院
- 佛教李莊月明護養院
- 佛教何黃昌寶耆英康樂中心
- 佛教何李寬德耆英康樂中心
- 香海正覺蓮社長者社區照顧服務 - 北區改善家居及社區照顧服務
- 香海正覺蓮社長者社區照顧服務 - 北區日間護理中心

### 教育發展委員會
- 香海正覺蓮社佛教慧光幼稚園
- 香海正覺蓮社佛教林黃明慧幼稚園
- 香海正覺蓮社佛教正覺蓮社學校
- 香海正覺蓮社佛教陳式宏學校
- 香海正覺蓮社佛教黃藻森學校
- 香海正覺蓮社佛教正慧小學
- 香海正覺蓮社佛教梁植偉中學
- 香海正覺蓮社佛教馬錦燦紀念英文中學
- 香海正覺蓮社佛教正覺中學
- 香海正覺蓮社佛教普光學校

### 慈善濟助委員會
- 覺光法師慈善基金
- 香港正覺蓮社慈善組
- 佛教何李寬德慈善基金會

## 興建慈山寺計劃及爭議
2003年12月，香海正覺蓮社提出了發展慈山寺的計劃。慈山寺設於新界大埔汀角及船灣附近的洞梓，佔地4.7公頃，建築樓面面積接近5000平方米，最多可以容納逾2000名善信。
有關項目一度聲稱以傳揚佛教，提供靜修環境為目的，並保證不會作骨灰龕或旅遊發展項目。然而該計劃多年來遭到環保團體以及部份區內居民的強烈反對，如需砍伐大片山林並擔心區內唯一出入的道路汀角路不能應付所增加的交通流量，但在一些區議員的支持終在爭議聲中獲城市規劃委員會批准。 2008年7月，港府以7,121萬元的低價撥地予正覺蓮社修築慈山寺及觀音像，土地有效期達50年，而落成日期則為2013年，勢將成為香港的新地標。
2011年8月20日，香港報刊《蘋果日報》以頭版報導直指由覺光法師所牽頭的發展計劃表面上是修建寺廟，實際上是暗地裡為香港首富長實主席李嘉誠興建私人陵園。《蘋果日報》指斥慈山寺由李嘉誠慨捐十億港元興建，寺內將包括李氏家族專用的私人佛堂，且慈山寺有限公司的董事會成員便包括李嘉誠、其長子李澤鉅、表弟莊學山，以及三名長實高層鍾慎強（長實執董）、沈惠儀（長實發展部首席經理）與區小燕（長實主席辦公室經理），公司實際掌控慈山寺之財政及人事任命安排。政府在撥地條款中並沒有要求慈山寺需開放予公眾，而地契亦存有灰色地帶，在地政總署總監行使酌情權下，有機會被申請更改土地用途為骨灰龕場，且低價批地，大有輸送利益予李氏家族之嫌疑。
兩日後，覺光法師以慈山寺有限公司的董事局主席身份在多份報章刊登回應聲明，反指《蘋果日報》的報導扭曲失實，嚴重影響慈山寺和李嘉誠的名譽，並會保留一切法律追究權利。
《蘋果日報》則指慈山寺的回應未有解釋一些疑團，反指聲明中沒有交代日後會開放多少範圍與一年中有多少天將開放予公眾，同時指出慈山寺有限公司並非慈善團體而是一家私人公司。

## 外部連結
- 香海正覺蓮社官方網站